# Chameleon Jazz Band
Chameleon Jazz Band (vagy CJB) 2003-ban alakult budapesti, dallamos dzsessz stílusban játszó formáció.

## A zenekar
A zenekar alapítója és művészeti vezetője, az Artisjus-díjjal kitüntetett Bálint Rezső harsonaművész. A művészeti tanácsadó posztot Tóth Péter Erkel-díjas zeneszerző,  a Szegedi Tudományegyetem Zeneművészeti Karának tanszékvezető főiskolai docense látja el. 
A Chameleon Jazz Band az elmúlt években 9 európai ország 50 városban több, mint 350 koncertet adott. Vendégművészei között megtalálhatók Magyarország és Európa legelismertebb és legkedveltebb előadóművészei, de lehetőséget adnak ifjú zenei tehetségek bemutatkozására is. A Chameleon Jazz Band vendégművészei voltak – a teljesség igénye nélkül – Berki Tamás, Charlie, Hajdu Klára, Horváth Misi, Kozma Orsi, Malek Andrea, Náray Erika, Szulák Andrea, Feng Ya Ou. 

## Zenéjük
Számos tematikus estjük vált ismertté az elmúlt időszakban, de legnagyobb sikereiket kétségkívül egész estés show-műsoraikkal aratják. Különleges hangulatú és egyéni stílusú koncertjeik fesztiválokon és zenés klubestek alkalmával is igényes szórakozást garantálnak. 2020 óta a vezető streaming platformokon is elérhető zenéjük, a "STORIES" elnevezésű saját dalokat tartalmazó lemez 2021. február 19-én jelent meg. 

## Tagok[9]
- Bálint Rezső – harsona, művészeti vezető
- Birinyi Márk Ádám – zongora
- Sárosi Áron[10] – basszusgitár
- Telek Attila – ütőhangszerek

## Koncertek
2008-ban a Kassai Nemzetközi Jazz Fesztiválon első ízben koncerteztek külföldön. 2008 és 2020 között a magyarországi fellépéseken kívül a zenekar színpadra állt Horvátországban, Írországban, Romániában, Szlovákiában, Szerbiában, Ausztriában, Csehországban és Norvégiában.